# چاه چشمه
چاه چشمه یک منطقهٔ مسکونی در ایران است که در دهستان حومه (فردوس) واقع شده‌است.